# Отверженные (фильм, 2019)
«Отверженные» (фр. Les Misérables) — французский драматический фильм 2019 года, поставленный режиссёром Ладжем Ли. Название фильма отсылает к одноимённому роману Виктора Гюго. Мировая премьера ленты состоялась 15 мая 2019 года на 72-м Каннском международном кинофестивале, где она была удостоена приза жюри. В российский прокат фильм вышел 19 декабря 2019 года.

## Сюжет
Действие фильма происходит в 2018 году, вскоре после окончания чемпионата мира по футболу. Стефан переводится в подразделение по борьбе с преступностью в парижском пригороде Монфермей, куда он переезжает, чтобы чаще видеться с сыном. Между ним и его новыми коллегами Крисом и Гвадой — опытными работниками, сразу возникает напряжённость, усугубляющаяся разницей в подходах к устранению происходящих беспорядков.

## В ролях
| Актёр           | Роль     |
| --------------- | -------- |
| Дамьен Боннар   | Стефан   |
| Алексис Маненти | Крис     |
| Джебриль Зонга  | Гвада    |
| Исса Перика     | Исса     |
| Аль-Хассан Ли   | Базз     |
| Стив Тьентчу    | Мэр      |
| Альмами Кануте  | Салах    |
| Жанна Балибар   | комиссар |

## Награды и номинации
| Награда                                   | Категория                            | Номинант                                     | Результат |
| ----------------------------------------- | ------------------------------------ | -------------------------------------------- | --------- |
| Оскар                                     | Лучший фильм на иностранном языке    | Франция                                      | Номинация |
| Black Reel Awards                         | Выдающийся сценарий                  | Ладж Ли, Джордано Гедерлини, Алексис Маненти | Номинация |
| Black Reel Awards                         | Выдающийся международный фильм       | Франция                                      | Номинация |
| BAFTA                                     | Лучший англоязычный фильм            | Ладж Ли, Туфик Айяди, Кристоф Барраль        | Номинация |
| Cahiers du Cinéma                         | Лучший фильм                         | Ладж Ли                                      | Номинация |
| Каннский кинофестиваль                    | Золотая пальмовая ветвь              | Ладж Ли                                      | Номинация |
| Каннский кинофестиваль                    | Золотая камера                       | Ладж Ли                                      | Победа    |
| Каннский кинофестиваль                    | Приз жюри                            | Ладж Ли                                      | Победа    |
| Сезар                                     | Лучший фильм                         | Ладж Ли, Туфик Айяди, Кристоф Барраль        | Победа    |
| Сезар                                     | Лучший режиссёр                      | Ладж Ли                                      | Номинация |
| Сезар                                     | Лучший актёр                         | Дамьен Боннар                                | Номинация |
| Сезар                                     | Лучший оригинальный сценарий         | Ладж Ли, Джордано Гедерлини, Алексис Маненти | Номинация |
| Сезар                                     | Лучший дебютный фильм                | Туфик Айяди, Кристоф Барраль, Ладж Ли        | Номинация |
| Сезар                                     | Лучший оператор                      | Жюльен Пупар                                 | Номинация |
| Сезар                                     | Лучший монтаж                        | Флора Вольпелье                              | Победа    |
| Сезар                                     | Лучшая музыка                        | Марко Казанова, Ким Шапирон                  | Номинация |
| Сезар                                     | Лучший многообещающий актёр          | Алексис Маненти                              | Победа    |
| Сезар                                     | Лучший многообещающий актёр          | Джебриль Зонга                               | Номинация |
| Сезар                                     | Лучший саундтрек                     | Арно Лавали, Жером Гонтье, Марко Казанова    | Номинация |
| Сезар                                     | César du Public                      | Ладж Ли                                      | Победа    |
| Выбор критиков                            | Лучший фильм на иностранном языке    | Ладж Ли                                      | Номинация |
| DFWFCA                                    | Лучший фильм на иностранном языке    | Франция                                      | Номинация |
| Фестиваль американского кино в Довиле     | Награда Мишеля Д'Орнано              | Ладж Ли                                      | Победа    |
| Дурбанский международный кинофестиваль    | Лучший фильм                         | Ладж Ли                                      | Победа    |
| Дурбанский международный кинофестиваль    | Лучший сценарий                      | Ладж Ли                                      | Победа    |
| Эль-Гунский кинофестиваль                 | Приз зрительских симпатий            | Ладж Ли                                      | Победа    |
| Премия Европейской киноакадемии           | Европейский фильм                    | Туфик Айяди, Кристоф Барраль, Ладж Ли        | Номинация |
| Премия Европейской киноакадемии           | Европейский сценарий                 | Алексис Маненти, Джордано Гедерлини, Ладж Ли | Номинация |
| Премия Европейской киноакадемии           | Европейское открытие                 | Туфик Айяди, Кристоф Барраль, Ладж Ли        | Победа    |
| Хрустальный глобус                        | Лучший фильм                         | Франция                                      | Номинация |
| Золотой глобус                            | Лучший фильм на иностранном языке    | Франция                                      | Номинация |
| Гойя                                      | Лучший европейский фильм             | Франция                                      | Номинация |
| Гран-при Союза кинокритиков Бельгии       | Гран-при                             | Франция                                      | Номинация |
| Премия Ассосиации кинокритиков Хьюстона   | Лучший фильм на иностранном языке    | Франция                                      | Номинация |
| Независимый дух                           | Лучший международный фильм           | Франция                                      | Номинация |
| IndieWire Critics Poll                    | Лучший дебютный полнометражный фильм | Ладж Ли                                      | Номинация |
| Иерусалимский международный кинофестиваль | Лучший международный фильм           | Ладж Ли                                      | Победа    |
| Премия Лондонской ассоциации кинокритиков | Лучший фильм на иностранном языке    | Ладж Ли                                      | Номинация |
| Люмьер                                    | Лучший фильм                         | Ладж Ли                                      | Победа    |
| Люмьер                                    | Лучший режиссёр                      | Ладж Ли                                      | Номинация |
| Люмьер                                    | Лучший сценарий                      | Алексис Маненти, Джордано Гедерлини, Ладж Ли | Победа    |
| Люмьер                                    | Лучший оператор                      | Жюльен Пупар                                 | Номинация |
| Люмьер                                    | Лучший дебютный фильм                | Ладж Ли                                      | Номинация |
| Люмьер                                    | Самый многообещающий актёр           | Алексис Маненти                              | Победа    |
| Люмьер                                    | Самый многообещающий актёр           | Исса Перика                                  | Номинация |
| Palm Springs International Film Festival  | Directors to Watch                   | Ладж Ли                                      | Победа    |
| Palm Springs International Film Festival  | Лучший фильм на иностранном языке    | Ладж Ли                                      | Номинация |
| Филадельфийский кинофестиваль             | Лучший дебютный фильм                | Ладж Ли                                      | Номинация |
| Роттердамский кинофестиваль               | Приз зрительских симпатий            | Ладж Ли                                      | Победа    |
| Кинофестиваль в Сан-Себастьяне            | Приз зрительских симпатий            | Ладж Ли                                      | Номинация |
| SFBAFCC                                   | Лучший фильм на иностранном языке    | Франция                                      | Номинация |
| Спутник                                   | Лучший фильм на иностранном языке    | Франция                                      | Номинация |
| Стокгольмский кинофестиваль               | Лучший фильм                         | Франция                                      | Номинация |

- 2021 — номинация на премию «Бодиль» за лучший неамериканский фильм.
- 2021 — номинация на премию «Давид ди Донателло» за лучший зарубежный фильм.
- 2021 — номинация на Премию британского независимого кино за лучший международный независимый фильм.
- 2021 — номинация на премию «Орлы» за лучший европейский фильм.

## Критические оценки
Фильм получил положительные отзывы критиков, на сайте Rotten Tomatoes он имеет 85 % положительных оценок на основе 147 обзоров. На сайте Metacritic фильм имеет взвешенную среднюю оценку 78 из 100 на основе 32 обзоров.